# Hugo Lederer
Hugo Lederer (Znojmo, 16 november 1871 – Berlijn, 1 augustus 1940) was een Duitse beeldhouwer.

## Leven en werk
Lederer werd als zoon van de decoratieschilder Eduard Lederer geboren in de Tsjechische, grotendeels Duitstalige, stad Znojmo (Duits: Znaim) in Zuid-Moravië, dicht bij de Tsjechisch-Oostenrijkse grens. Hij volgde van 1884 tot 1888 een vakopleiding van de lokale keramiekindustrie en werkte aansluitend in een atelier voor kunstnijverheid in Erfurt. Vanaf 1890 werkte hij eerst bij Johannes Schilling in Dresden, vervolgens vanaf 1892 in het atelier van Christian Behrens in de Poolse stad Breslau en ten slotte bij Robert Toberentz in Berlijn, waar hij meewerkte aan de voltooiing van het Luther-Denkmal. In 1895 vestigde hij zich als vrij kunstenaar in Berlijn. In 1898 maakte hij voor de stad Krefeld een Genius Gruppe. Lederer kreeg zijn eerste grote opdracht in 1902 als winnaar van de prijsvraag (met 219 deelnemers) voor een Bismarckdenkmal in Hamburg, nadat in 1898 zijn ontwerp voor eenzelfde monument in Düsseldorf was afgewezen, maar later door de stad Barmen werd aangekocht. Van 1902 tot 1906 werkte hij met de architect Emil Schaudt aan de uitvoering van dit grote projekt. Zijn eerste werken waren naturalistisch, maar zijn monumentale werken werden gekenmerkt door hun megalomane, nationalistische en heroïsche karakter, terwijl andere werken een meer expressionistisch, naar heroïek neigend, karakter hadden zoals zijn portretfiguren en mannelijke symboolfiguren.
In 1919 werd hij aangesteld als hoogleraar beeldhouwkunst aan de Preußische Akademie für bildenden Künste in Berlijn. Enkele van de leerlingen in zijn Meisteratelier für Bildhaukunst waren Josef Thorak, Gustav Seitz, Emy Roeder en Hans Mettel. In 1931 werd Lederer lid van de veteranenorganisatie Stahlhelm, Bund der Frontsoldaten om aan meer staatsopdrachten te komen, maar met de machtswisseling van 1933 vielen deze opdrachten weg. In 1936 kreeg hij van de familie Krupp een laatste opdracht voor een gedenkteken.
Lederer overleed, na een lang ziekbed, op 1 augustus 1940. Hij werd begraven op het Wilmersdorfer Waldfriedhof in Berlijn.

## Werken (selectie)

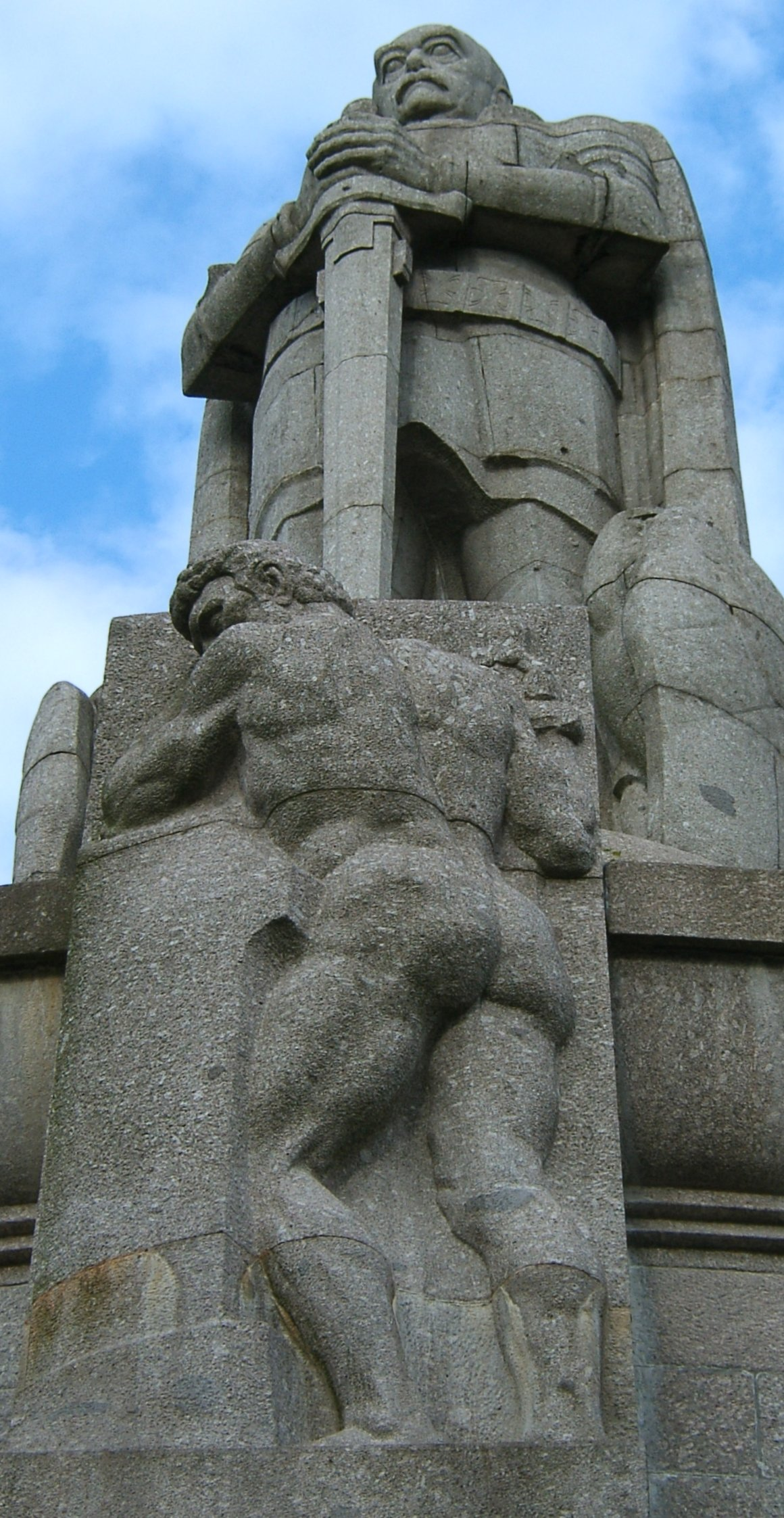
Detail Bismarck-Denkmal in Hamburg

- Das Schicksal (1896/1905), het werk bevindt zich thans op Friedhof Ohlsdorf in Hamburg
- Bismarck Denkmal (1898/1911), in Wuppertal-Barmen
- Bismarck-Denkmal (1902-1906), Elbhöhe in Hamburg (in samenwerking met architect Emil Schaudt)
- Fechter-Brunnen (1904), Universitätsplatz in Breslau
- Ruiterstandbeeld keizer Frederik III (1911), Kaiserplatz in Aken
- Löwendenkmal, Theodor Tantzen-Platz in Oldenburg
- Ringer (1908), Heerstraße in Berlin-Charlottenburg
- Fischpüddelchen-Brunnen (1911), Aken
- Heine Denkmal (1911/26), Hamburg - omgesmolten in 1943 en opnieuw gemaakt door Waldemar Otto in 1982
- Gedenkrelief für Freiherr vom Stein (1914), Rathaus in Berlin-Schöneberg
- Ärztedenkmal (1926), Eisenach
- Bärenbrunnen (1928), Werderscher Markt in Berlin-Mitte
- Säugende Bärin (1929), Rathaus/Finanzamt in Berlin-Zehlendorf
- Graftombe Gustav Stresemann - Nobelprijs voor de Vrede 1926 - (1929/30), Luisenstädtischer Friedhof in Berlin-Kreuzberg
- Arthur-Nikisch-Denkmal (1930), Gewandhaus in Leipzig
- Stierbrunnen of Fruchtbarkeits-Brunnen (1927/34), Arnswalder Platz in Berlin-Prenzlauer Berg
- Läufergruppe (1928), Berlijn - omgesmolten in 1943
- Denkmal für Friedrich Alfred Krupp, Villa Hügel in Essen

Portretten maakte Lederer van onder anderen Richard Strauss (1908), Paul von Hindenburg (1916), Max Dessoir (1927) en Fritz von Unruh (1927)

## Fotogalerijen

### Monumenten

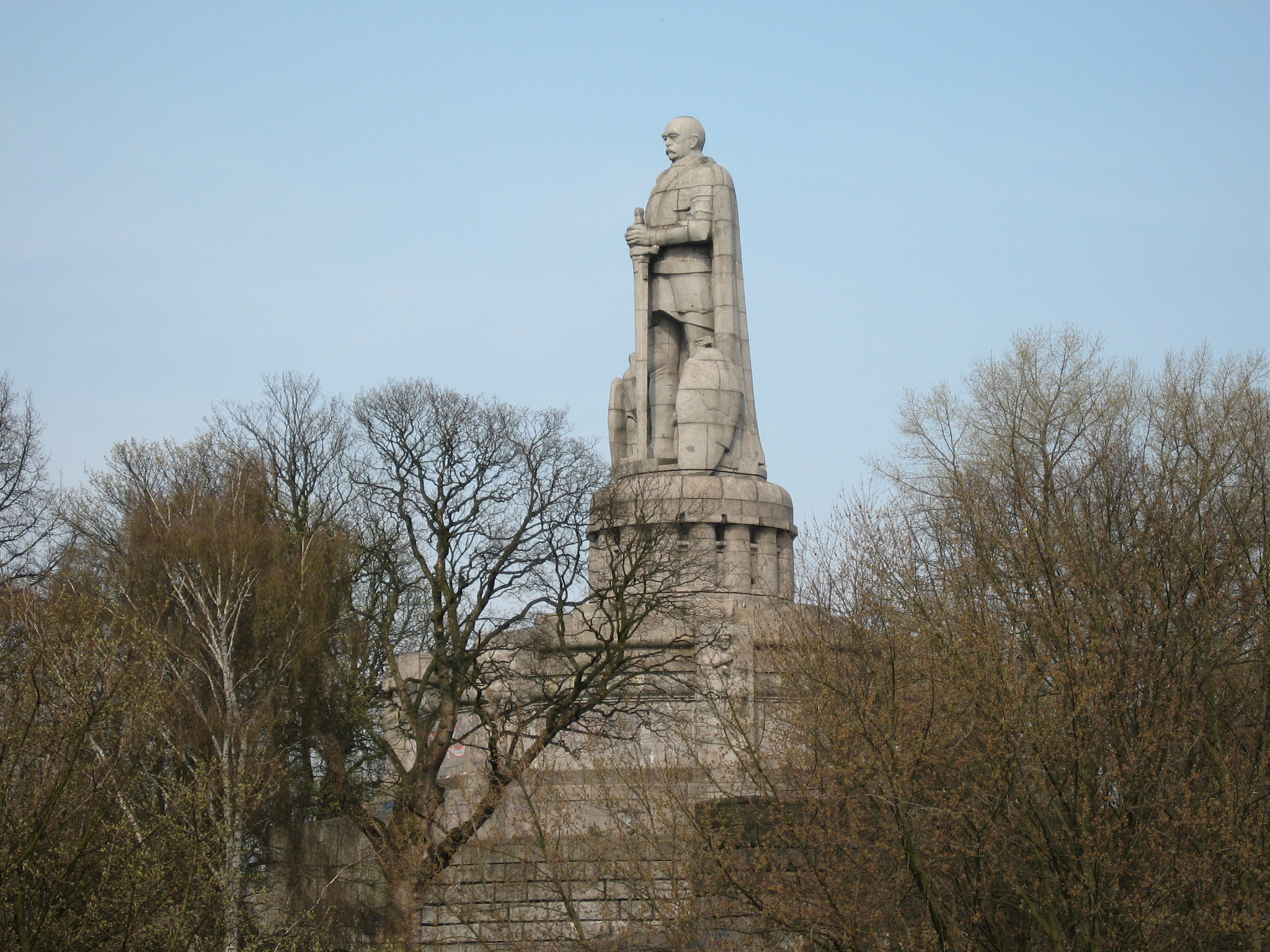
Bismarck-Denkmal in Hamburg
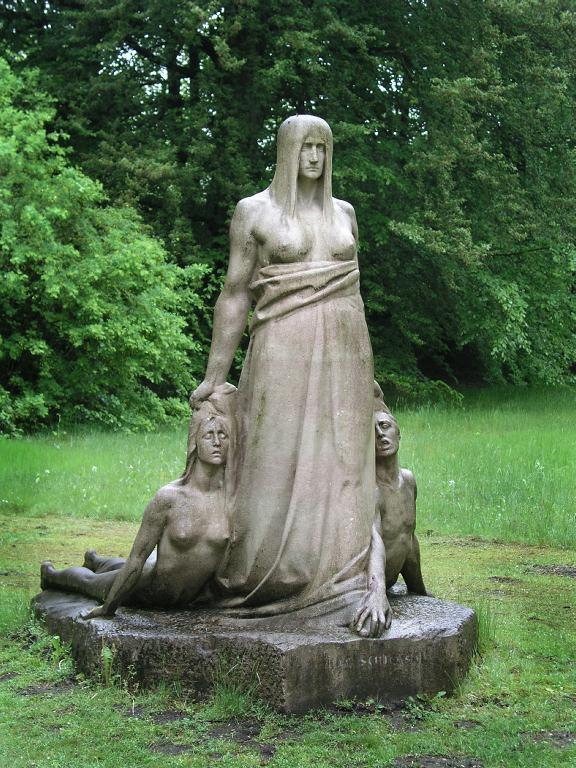
Schicksal, Hamburg (1896/1905)
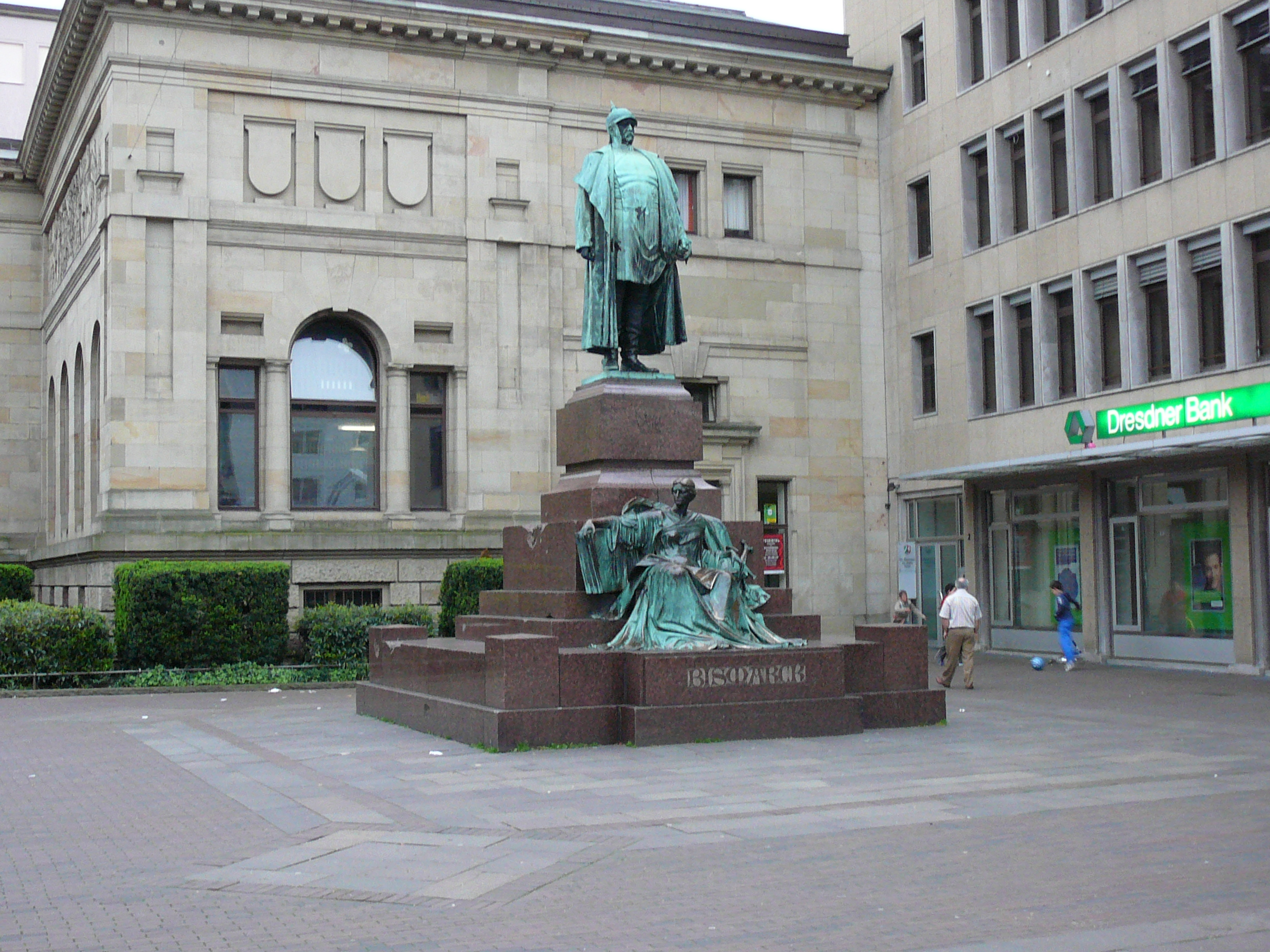
Bismarck Denkmal (1898/1911), Wuppertal-Barmen
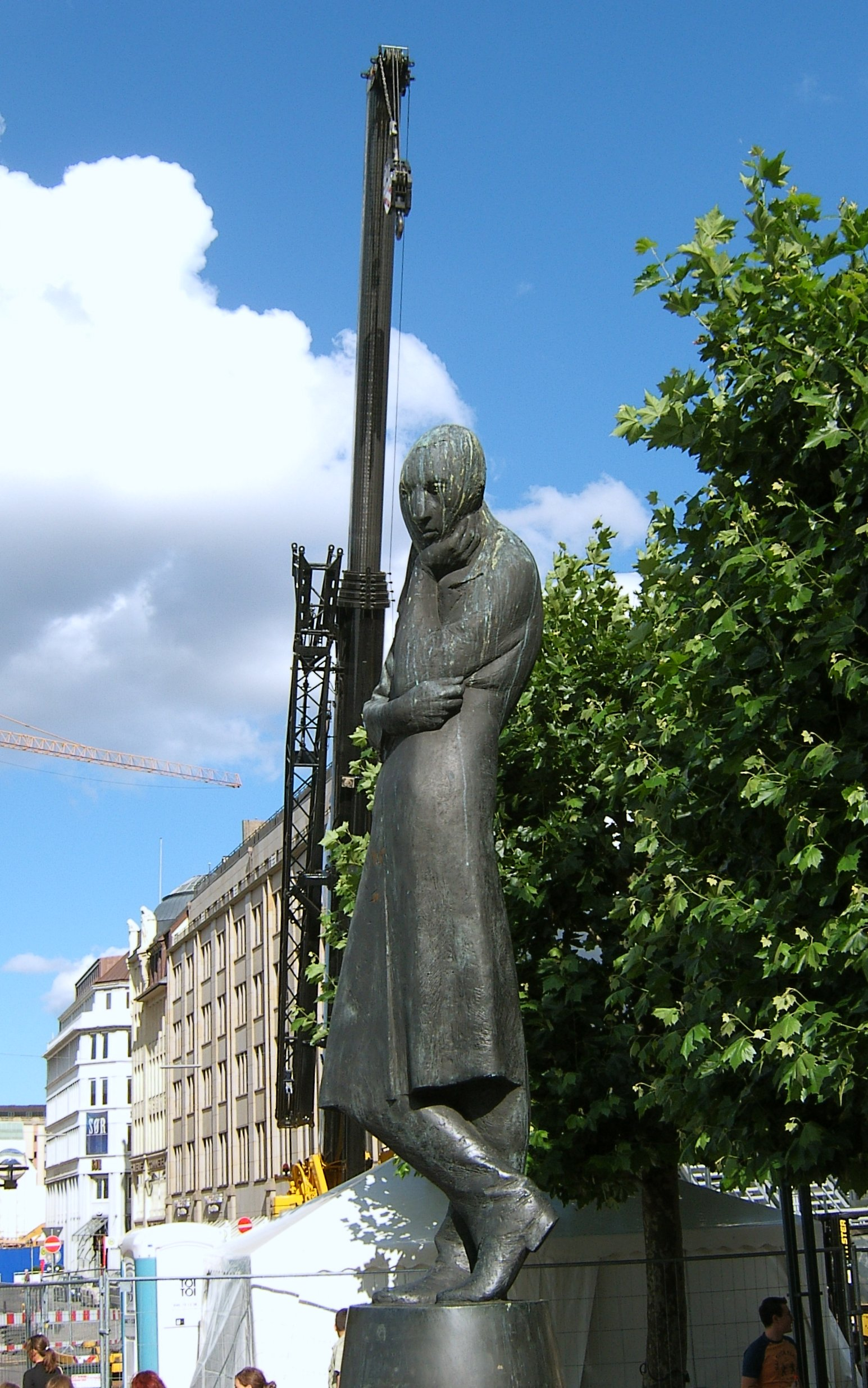
Heine Denkmal (1911/26), Hamburg
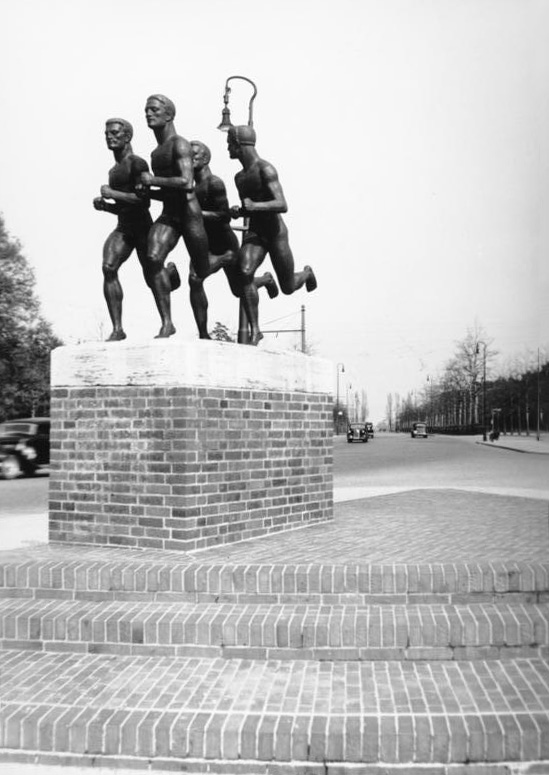
Läufergruppe, Berlijn (1928) - omgesmolten in 1943
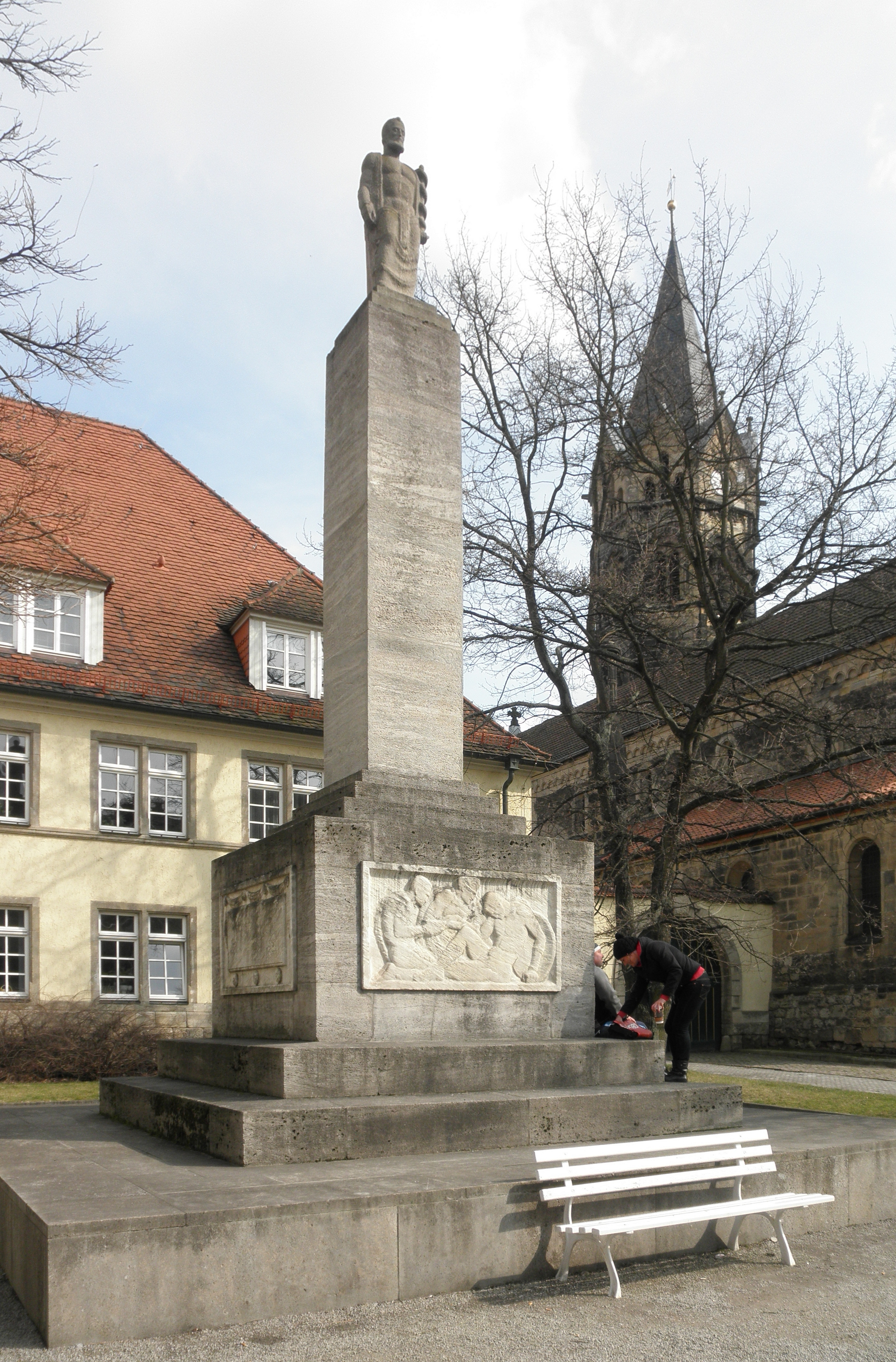
Ärztedenkmal, Eisenach (1926)

### Fonteinen

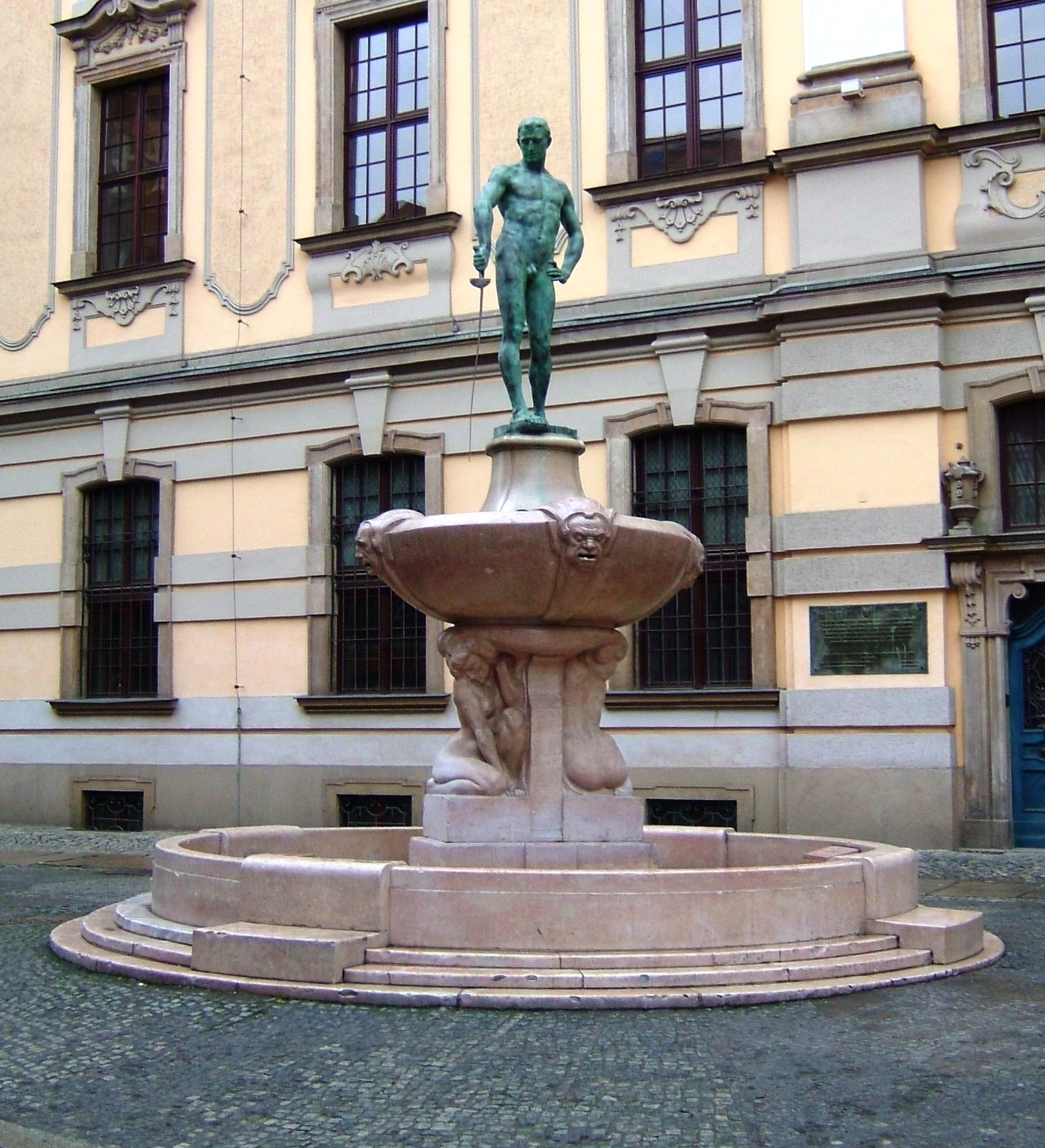
Fechterbrunnen, Breslau (1904)
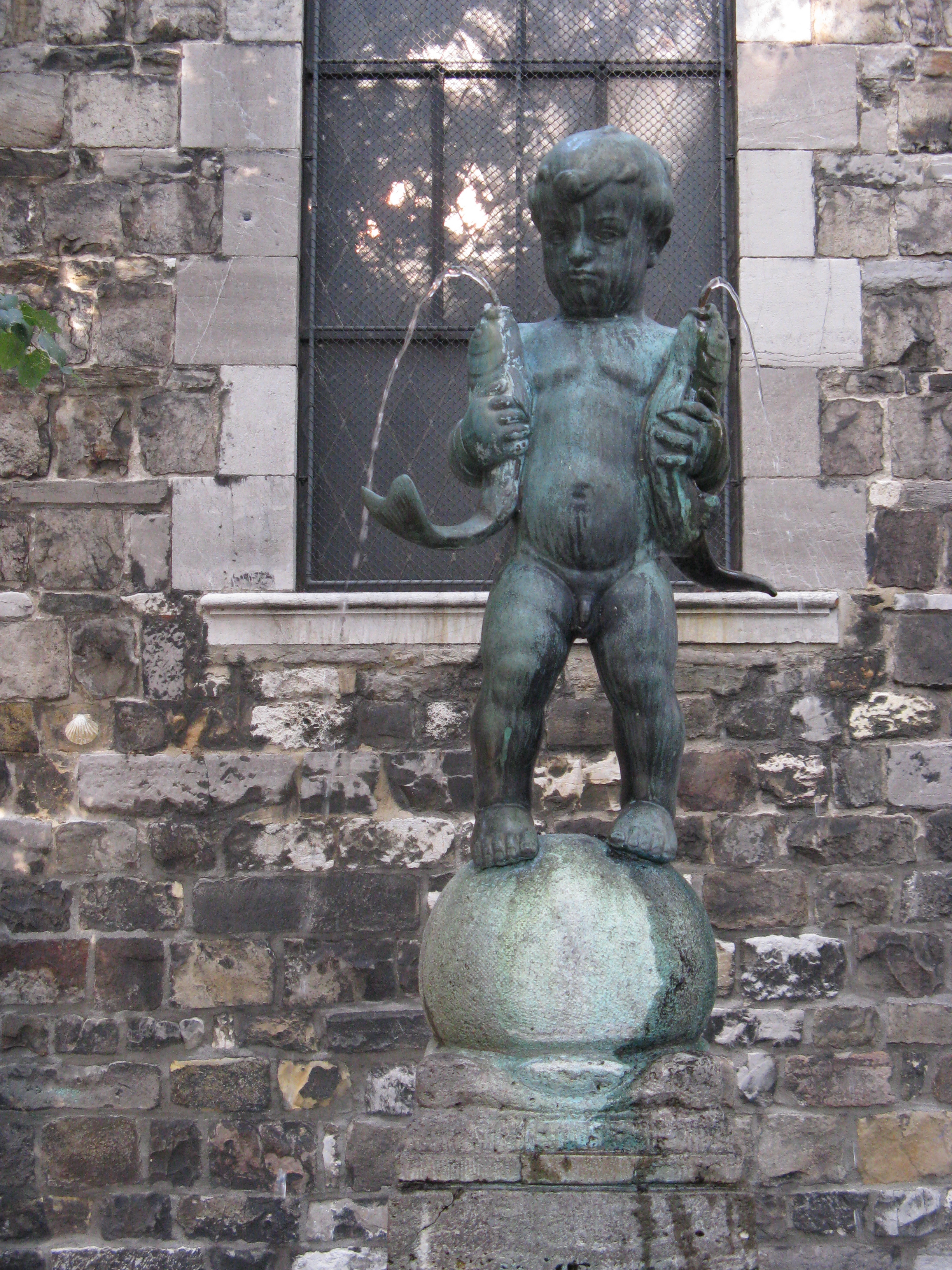
Fischpüddelchen-Brunnen (1911), Aken
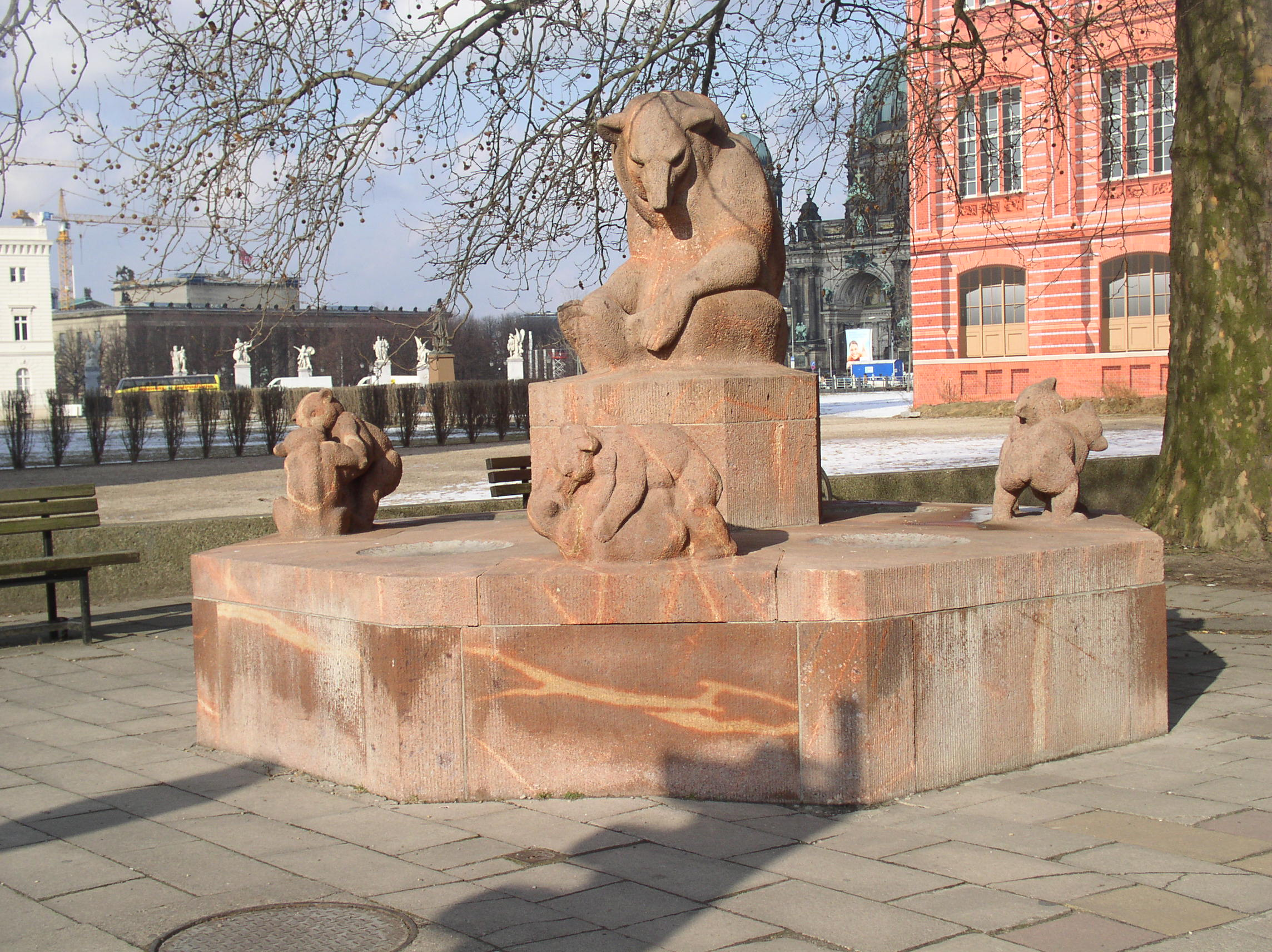
Bärenbrunnen, Berlijn (1928)
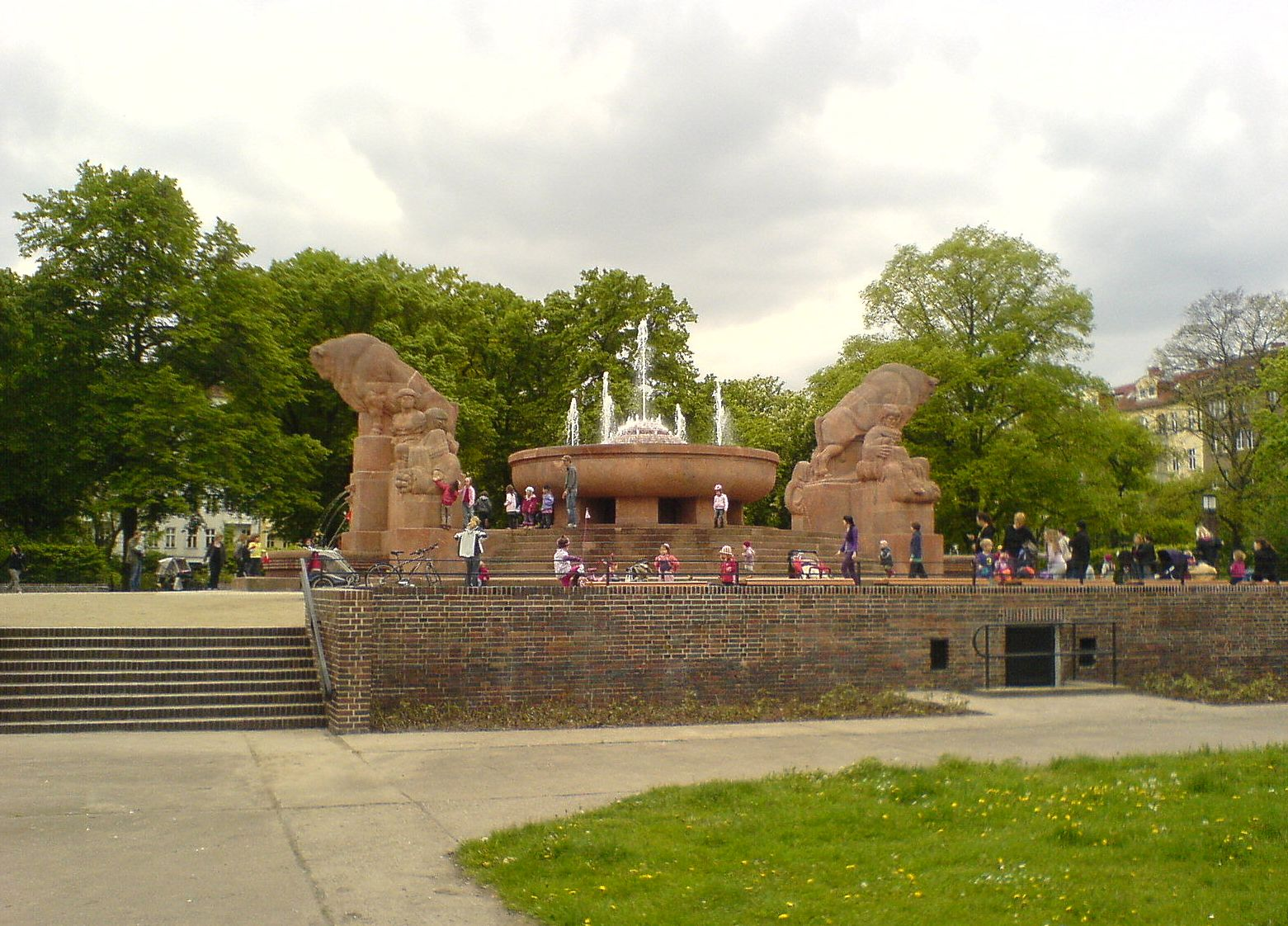
Stierbrunnen, Berlijn (1927-34)